# Jardí Isuien

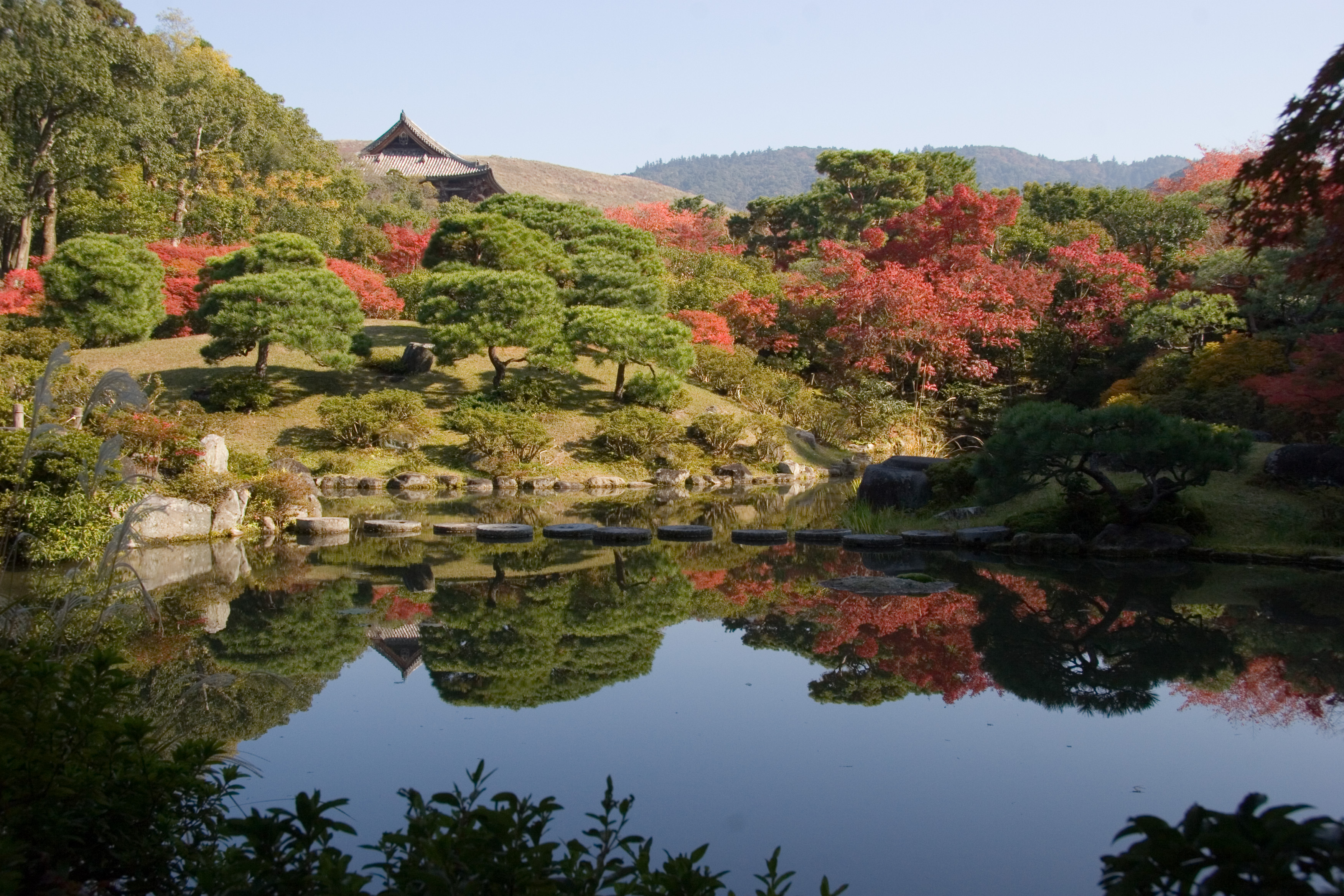
El jardí de darrere d'Isuien, la porta Nandaimon, i els turons de Nara

El jardí Isuien (依水園) és un jardí japonès situat a Nara, antiga capital del Japó prop de Kyoto. Obra Mestra de l'era Meiji, és l'únic jardí de passeig (kaiyushiki teien) de Nara. Està compost de dues parts diferents, enllaçades per un estret camí boscós. La seva superfície és d'1,35 hectàrees.
El 1939, els dos jardins van ser comprats i han estat combinats per Jyunsaku Nakamura, un comerciant de Nara, per tal d'oferir un lloc adient a un museu consagrat a la seva col·lecció art, particularment ric en ceràmiques. El museu Neiraku (寧楽美術館) així que Isuien són accessibles al públic.
L'indret figura d'ençà 1975 a la llista dels «llocs de paisatge excepcional» segons la llei de protecció dels béns culturals.

## Descripció

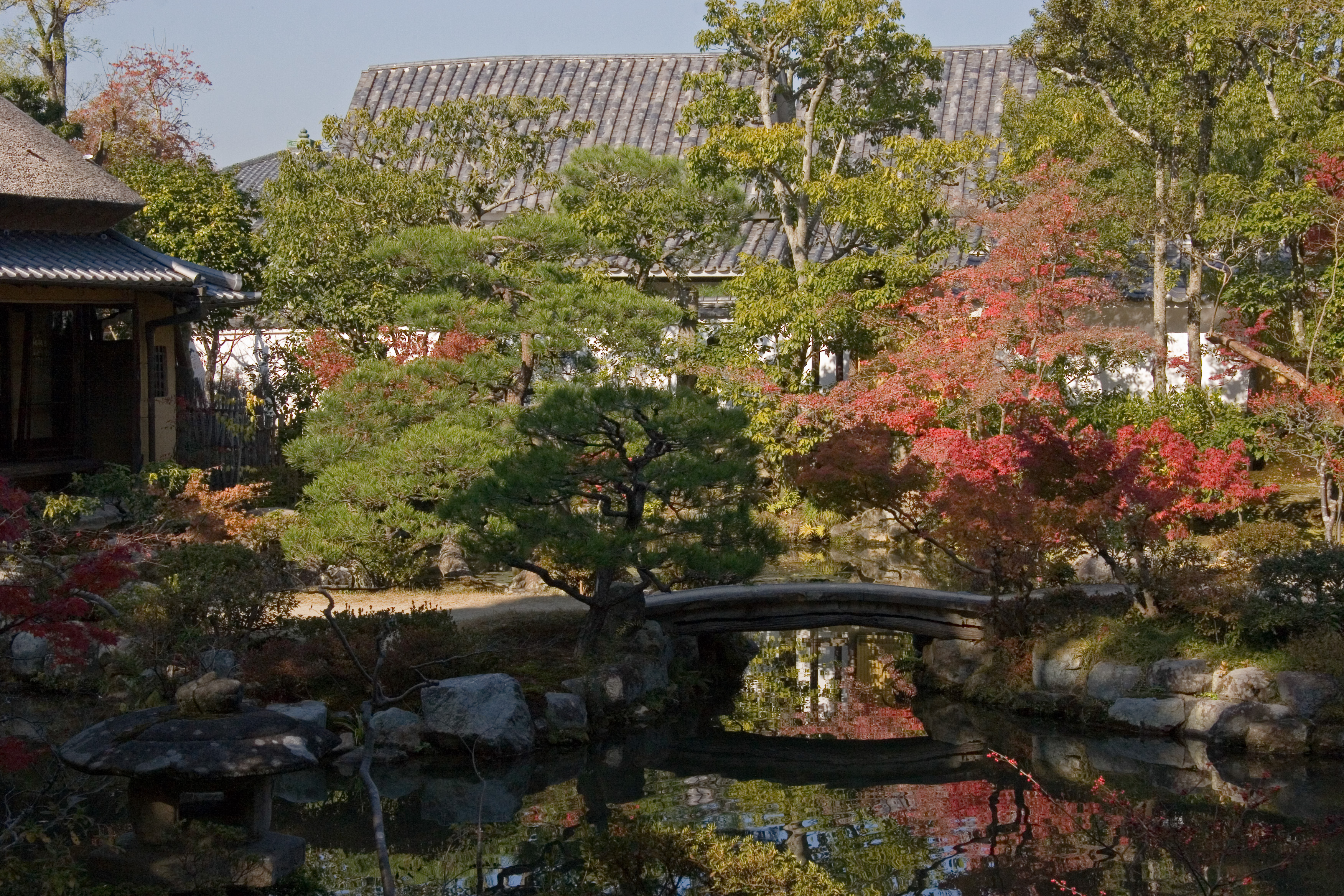
Jardí de davant

El jardí de davant es troba al costat oest. Formava part del Manishu-in, un subtemple del gran temple Kofuku-ji. El terreny va ser comprat els anys 1670 (era Enpō) per Michikiyo Kiyosumi, un ric adober que hi va construir una vil·la (composta de dos edificis: Sanshutei i Teishuken) de teulada de canya (planta) de bambú i va reorganitzar el jardí. El nom Sanshutei («pavelló de les tres meravelles») va ser donat per Mokuan, el gran sacerdot del temple Manpuku-ji de l'escola zen Oubaku a Uji. El jardí es troba al voltant d'una bassa central, on hi ha instal·lades dues illes « grua i tortuga», figures tradicionals que representen la longevitat.
El jardí de darrere és més recent: va ser acabat el 1899 per Tojiro Seki, també comerciant de Nara. El seu dissenyador és Horitoku, un arquitecte jardiner que es beneficiava del suport de l'escola de te Urasenke. El pavelló de te Hyoshintei, a l'oest de la bassa central, va ser concebut per Kimura Seibei. És des de la rodalia d'aquest pavelló que el jardí descobreix una utilització magistral del shakkei, la tècnica del «paisatge manllevat». La composició del paisatge incorpora la teulada de la gran porta sud (Nandaimon) del temple Tōdai-ji, així com els tres turons més alts que dominen Nara: els monts Wakakusa, Kasuga, i Mikasa. És emmarcada pels arbres del santuari Himuro, al sud, i del temple Tōdai-ji, al nord, que fan desaparèixer tot l'espai mitjancer entre el jardí i el segon pla; aquesta continuïtat és reforçada per l'absència de tota mena de recinte artificial. La bassa mateixa representa el kanji 水 (mizu, «aigua»). Una illa central és connectada a la riba per un seguit de moles en pedra, que eren emprades abans per moldre els pigments emprats per a la tintura; aquesta forma de reciclatge de pedres es veu sovint als jardins de te. El jardí conté d'altra banda molt poques pedres decoratives, seguint un ús força freqüent durant l'era Meiji, preferint-los parterres d'azalees.
Les dues basses són alimentades pel riu Yoshiki, contigu al jardí. Una derivació travessa un turó artificial a l'est del jardí de darrere, cau en un salt d'aigua en tres parts, i acaba a l'estany.
Entre els dos jardins s'hi troba un petit jardí de te rústic, limitat per dos pavellons enllaçats per un camí de pedres (roji) boscós.